# ميساريا (كيكلاديس)
ميساريا (Μεσαριά) هي مدينة في كيكلاديس في اليونان.